# 春明夢餘錄

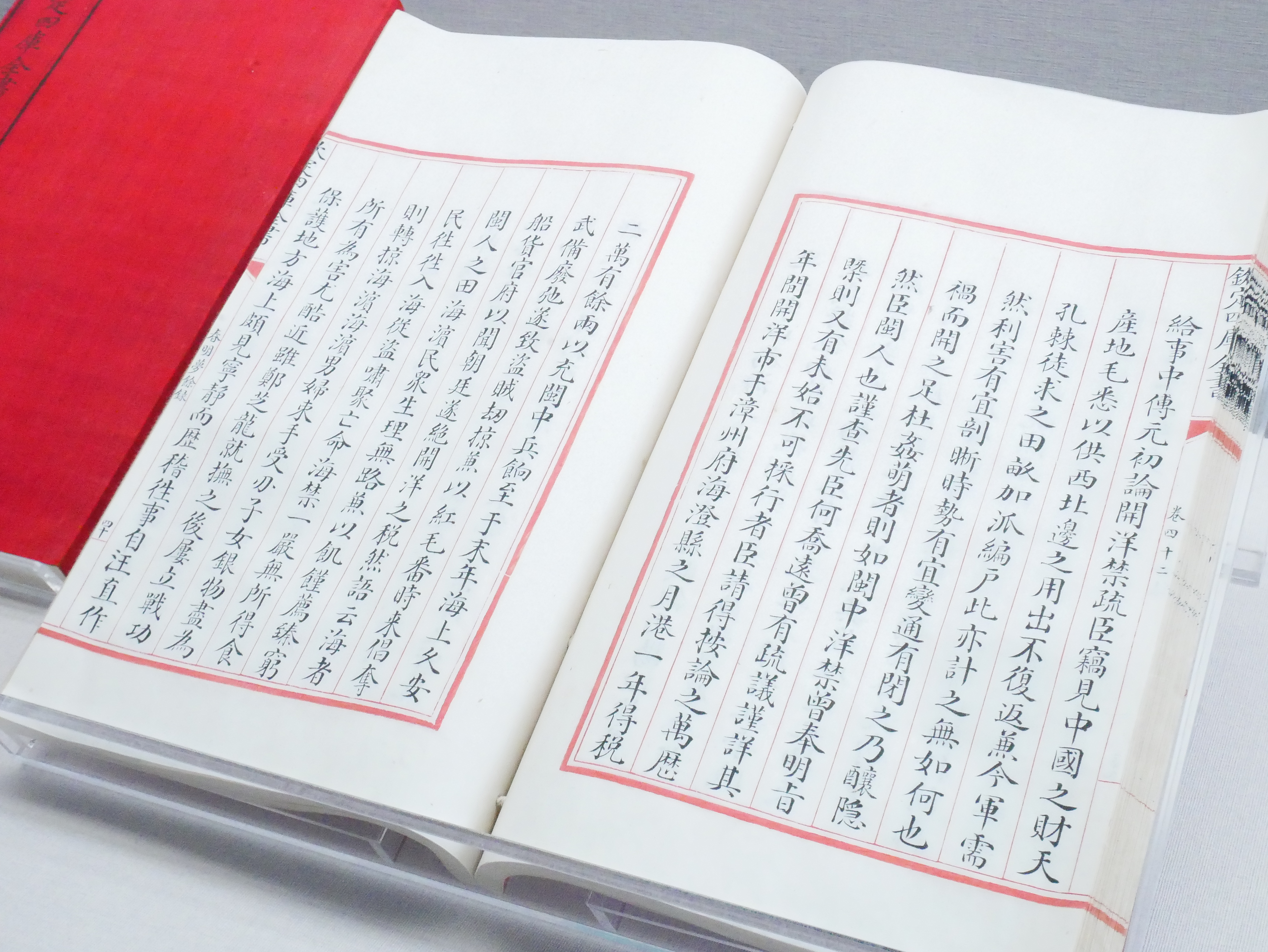
《春明夢餘錄》（乾隆四庫全書本）

春明夢餘錄，明末清初孫承澤作品。

## 內容架構
《春明夢餘錄》記載明代北京的情況，體例似政書，又似方志，分《建置》、《形勝》、《城池》、《畿甸》、《城坊》、《宮闕》、《壇廟》、《官署》、《名跡》、《寺廟》、《石刻》、《岩麓》、《川渠》、《陵園》等十四門，其中《官署》四十卷，篇幅最多。是研究明朝章典源流沿革的好材料。